# 卡里克弗格斯男爵
卡里克弗格斯男爵（英語：Baron Carrickfergus）是一個聯合王國貴族爵位，以北愛爾蘭東北部城鎮卡里克弗格斯命名。卡里克弗格斯男爵爵位於2011年4月29日由英女王伊莉莎白二世創建，並作為劍橋公爵的附屬爵位之一於大婚當天賜予她的長孫威廉王子。

## 歷史
在近代創建此爵位之前，卡里克弗格斯已曾被用以命名貴族頭銜。1841年，英女王維多利亞曾冊封第三代多尼戈爾侯爵喬治·奇切斯特為伊尼什歐文和卡里克弗格斯男爵，分別以多尼戈爾郡的伊尼什歐文和安特里姆郡的卡里克弗格斯命名。當喬治在1883年去世後，他的爵位和遺產由胞弟愛德華繼承，但男爵爵位則因其終身未婚、無嗣繼承而斷絕。
2011年4月29日，英女王伊莉莎白二世根據王室成員大婚的慣例，在長孫威廉王子和凱薩琳·密道頓的婚禮前數小時，通過白金漢宮宣佈冊封其為劍橋公爵、斯特拉森伯爵和卡里克弗格斯男爵。
卡里克弗格斯男爵的法定繼承人是威廉王子的長子威爾斯的喬治王子，幼子威爾斯的路易王子則位居第二；由於男爵爵位實行長子繼承制而非長子女繼承制，威廉王子的女兒、喬治王子的妹妹威爾斯的夏洛特公主並不符合繼承爵位的資格。
卡里克弗格斯是安特里姆郡最古老的城鎮，其歷史甚至比北愛爾蘭首府貝爾法斯特更為悠久，並一直都是阿爾斯特省的一部分，以座落此地的卡里克弗格斯城堡聞名。卡里克弗格斯一名源自於愛爾蘭語，意為「弗格斯之岩」。

### 第一次創建（2011年）
| 男爵                                                    | 肖像 | 出生                                                             | 婚姻                                     | 逝世            |
| ------------------------------------------------------- | ---- | ---------------------------------------------------------------- | ---------------------------------------- | --------------- |
| 威廉王子 溫莎王朝 2011－ 同時擁有：威爾斯親王等多個頭銜 |      | 1982年6月21日 倫敦聖瑪麗醫院 查爾斯三世與黛安娜·斯賓塞女勳爵之子 | 凱薩琳·密道頓 2011年4月29日 育有二子一女 | — 現齡42岁356天 |

## 繼承順序
- 卡里克弗格斯男爵威廉王子（1982－）
  - (1) 威爾斯的喬治王子（2013－）
  - (2) 威爾斯的路易王子（2018－）